# 石川萌香
石川 萌香（いしかわ もか、2001年3月22日 - ）は日本のモデル、女優である。滋賀県出身、所属はイープロダクション。

## 人物
身長は162センチ、血液型はA型、趣味はダンス。2017年に国民的美少女コンテストにエントリーし、モデル部門賞を受賞した。
2024年のドラマ『新宿野戦病院』では役作りのため初の金髪姿になる。

## 主な出演

### テレビ出演
- 姉ちゃんの恋人（2020年、フジテレビ） - 女性客役[5]
- めざましテレビ（2021年4月 - 2023年3月、フジテレビ） - イマドキガール
- 競争の番人（2022年、フジテレビ） - 紺野守里 役
- 金田一少年の事件簿（2022年、日本テレビ） - 絵門いずみ 役
- ラフな生活のススメ（2022年、NHK総合） - 司会 役
- 大河ドラマ 鎌倉殿の13人 ウメ 役 （2022年12月4日 NHK）
- コタツがない家（2023年、日本テレビ） - 首藤凛奈 役
- 満天のゴール（2023年、NHK BS） - 美濃部先生 役
- 新宿野戦病院（2024年7月 - 9月、フジテレビ） - 村木千佳 役[6][7]
- なんで私が神説教（2025年4月12日 - 6月14日、日本テレビ） - 渋谷恋 役[8]
- 釣りびと万歳 小さなアタリを逃すな！冬カワハギ～神奈川・相模湾～（2025年4月27日 NHK BS）

### 舞台
- 舞台『桃源暗鬼』（2024年2月17日 - 25日、天王洲銀河劇場 / 2月29日 - 3月3日、梅田芸術劇場シアター・ドラマシティ） - 桃草蓬 役

## コマーシャル出演
- 旭化成（キャンペーンモデル、2019 - 2020年）
- 鈴乃屋（振袖カタログ2022）
- 花王「ニベア」（2022年3月 - 9月）